# UK Trade & Investment
UK Trade & Investment (UKTI) est l’agence gouvernementale britannique qui aide et conseille les entreprises étrangères à s'implanter au Royaume-Uni et à y développer rapidement leurs activités.
UKTI soutient également les entreprises britanniques qui exportent dans le monde entier.

## Organisation
UK Trade & Investment est placé sous la double tutelle du ministère des Affaires étrangères et du Commonwealth (Foreign Commonwealth Office, en abrégé FCO) et du ministère du Commerce, de l'Innovation et des Talents. Ses équipes et ressources financières proviennent des deux ministères.
Basé à Londres, le réseau UK Trade & Investment compte 2300 conseillers et collaborateurs répartis dans 100 pays.

## Missions

### Aider les entreprises du monde entier à s’implanter au Royaume-Uni
UK Trade & Investment offre un ensemble de prestations gratuites, confidentielles et adaptées aux besoins spécifiques de chaque entreprise, parmi lesquelles :
- Des informations sur les aspects commerciaux comme la création d’une entreprise, les incitations financières, la main-d’œuvre, l’immobilier et les transports.
- Une analyse régionale et sectorielle approfondie.
- Des conseils pour aider le futur chef d’entreprise à choisir son futur lieu d’implantation.
- Faciliter la prise de contact avec les interlocuteurs-clés tels que banquiers, avocats, experts immobiliers, ainsi qu’avec les représentants d’université et les centres d’excellence.

### Aider les entreprises britanniques à exporter
Les services de UKTI aident les entreprises du Royaume-Uni à développer leurs activités à l’échelle internationale en leur fournissant des conseils et des renseignements sur les marchés étrangers.
UKTI aide également les entreprises françaises qui souhaitent identifier des fournisseurs au Royaume-Uni ou bien importer des produits britanniques.

## La France, premier investisseur européen au Royaume-Uni
Près de 2000 entreprises françaises sont déjà implantées au Royaume-Uni et emploient près de 330 000 personnes.
En France, la représentation locale de UK Trade & Investment existe depuis la fin des années 1990. UK Trade & Investment est basé à l’ambassade de Grande-Bretagne en France à Paris et a des représentations dans les consulats britanniques de Bordeaux et Lyon.
L’équipe de UK Trade & Investment travaille en étroite collaboration avec un réseau d’experts sur l’ensemble du territoire du Royaume-Uni. UK Trade & Investment entend ainsi être un guichet unique d’information et d’accompagnement pour les entreprises françaises souhaitant s’implanter au Royaume-Uni.